# Terpentyna (Lublin)
Terpentyna (prononciation : [tɛrpɛnˈtɨna]) est un village polonais de la gmina de Dzierzkowice dans le powiat de Kraśnik de la voïvodie de Lublin dans l'est de la Pologne.
Le village de Terpentyna contient les bureaux de la gmina, bien que le siège administratif (chef-lieu) désigné (siedziba) de la gmina est Dzierzkowice, une localité à laquelle Terpentyna est maintenant officiellement partie. .
Il se situe à environ 11 kilomètres au nord-ouest de Kraśnik (siège du powiat) et 47 kilomètres au sud-ouest de Lublin (capitale de la voïvodie).

## Histoire
De 1975 à 1998, le village est attaché administrativement à l'ancienne voïvodie de Lublin.

Depuis 1999, il fait partie de la nouvelle voïvodie de Lublin.